# Opération PLUTO

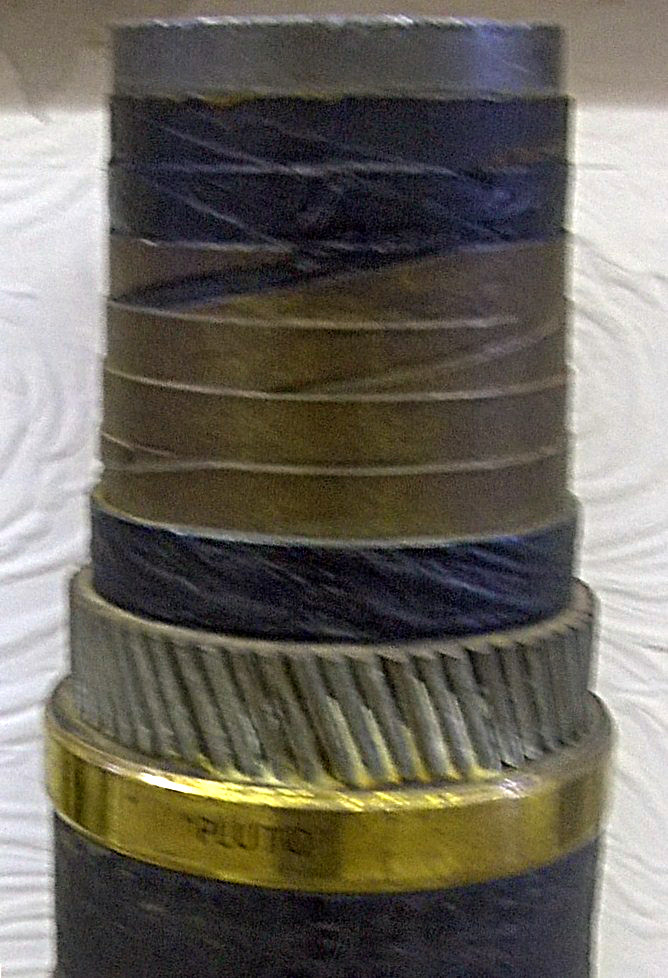
Une coupe du tuyau avec des couches successivement enroulées

L'opération PLUTO (Pipe-Line Under The Ocean) était une opération britannique de la Seconde Guerre mondiale pour construire un oléoduc sous la Manche entre le Royaume-Uni et la France afin d'approvisionner en carburant le front allié ouvert avec le débarquement de Normandie le 6 juin 1944. Mené par les scientifiques britanniques, les sociétés pétrolières et les Combined Operations avec l'appui du Petroleum Warfare Department, le projet a été développé par AC Hartley, ingénieur-chef de l'AIOC (Anglo-Iranian Oil Company, aujourd'hui connue sous le nom de British Petroleum Company). Les forces alliées sur le continent demandaient une énorme quantité d'essence : par exemple, une division blindée américaine (en) en mouvement consommait 94 000 litres de carburant par jour. Les oléoducs étaient nécessaires pour diminuer la dépendance à l'égard des navires pétroliers, qui pouvaient être ralentis par mauvais temps, difficiles à décharger en l'absence de ports, être la cible des sous-marins allemands, ou être plus utiles dans la guerre du Pacifique.

## Technologies employées
Deux types d'oléoduc furent développés. La canalisation flexible HAIS (Hartley Anglo Iranian Siemens) avec un tube intérieur en plomb durci de diamètre de 77,47 mm, pesant environ 55 tonnes par mille marin (30 t/km), était une innovation des Siemens Brothers, et non de la compagnie allemande du même nom, (avec le National Physical Laboratory) à partir de leurs câbles télégraphiques sous-marins existants.
Le second type était un tube d'acier moins flexible, mais de même diamètre intérieur, développé par les ingénieurs de l'Iraq Petroleum Company et de la Burmah Oil Company, connu sous le nom d'HAMEL (contraction de H.A. Hammick et B.J. Ellis, deux ingénieurs en chef). Les essais démontrèrent que les tubes HAMEL seraient d'une meilleure utilité aux extrémités des tubes HAIS. En raison de la rigidité du tube HAMEL, un appareil spécial nommé The ConunDrum fut construit.

## Déploiement de l'oléoduc

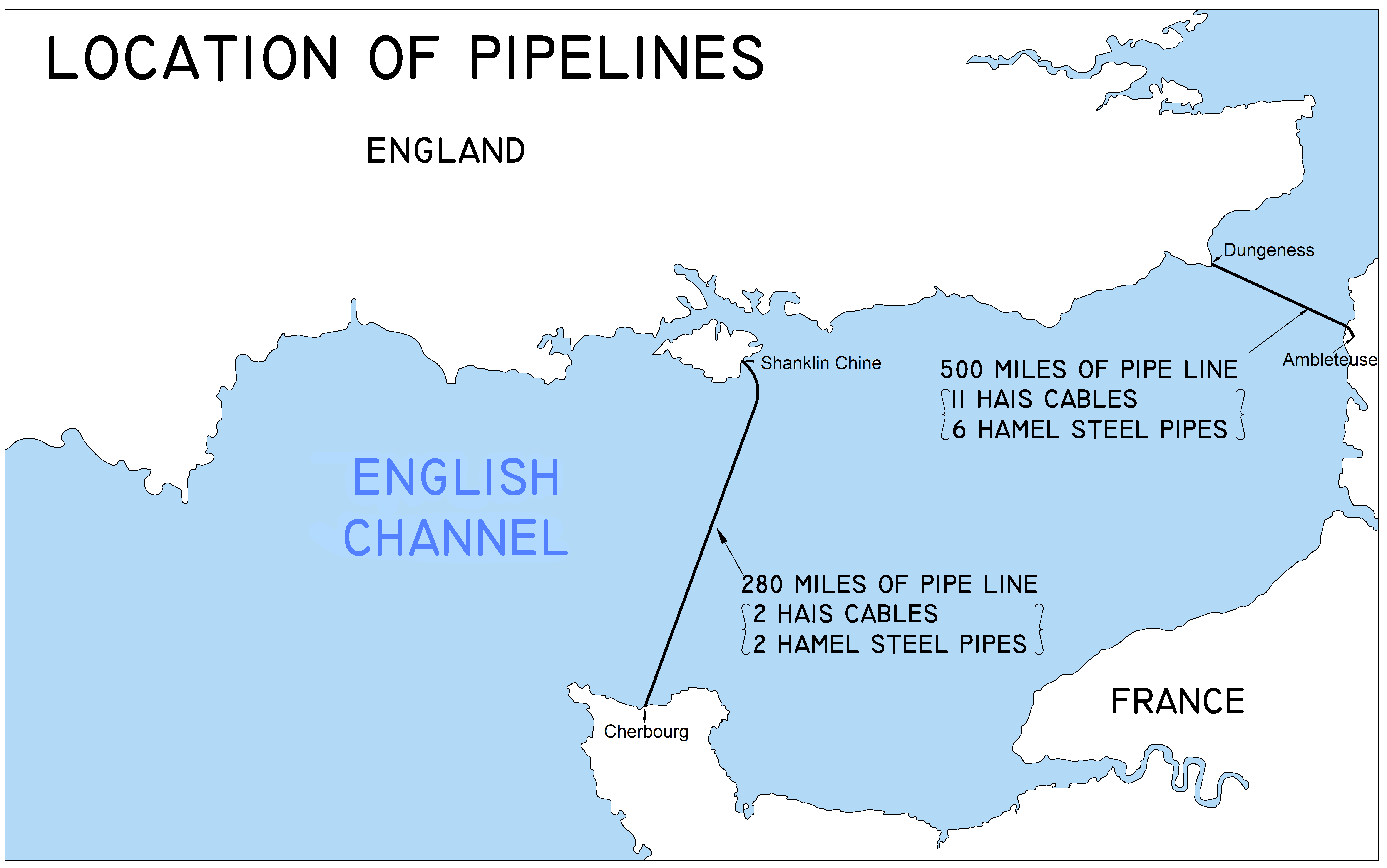
Localisation des oléoducs PLUTO.

L'idée de l'oléoduc est attribuée à Lord Mountbatten des Combined Operations.
Les premiers prototypes furent testés en mai 1942 sous le fleuve Medway et en juin, en eaux profondes, dans l'estuaire de la Clyde, en Écosse, avant de commencer la production. À cause des capacités de production limitées au Royaume-Uni, quelques oléoducs HAIS furent fabriqués aux États-Unis.
Après un test du tube HAIS à grande échelle (45 milles marins soit 93 km) entre Swansea, au Pays de Galles, et Watermouth, en Cornouailles, la première canalisation à destination de la France fut installée le 12 août 1944, dépassant les 70 milles marins (130 km) depuis l'Île de Wight jusqu'à Cherbourg ; mais elle ne fut opérationnelle qu'à partir du 22 septembre. Une canalisation HAIS et deux HAMEL la suivirent. Au fur et à mesure que les combats se rapprochèrent de l'Allemagne, 17 autres oléoducs (11 HAIS et 6 HAMEL) furent installés entre Dungeness et Ambleteuse, dans le Pas-de-Calais.
Les oléoducs PLUTO étaient reliés à des stations de pompage placées sur la côte britannique et déguisées en bâtiments variés qui devaient passer inaperçus comme des fermes, des garages automobiles, ou encore des marchands de glace. Bien qu'inhabités, ceux-ci étaient prévus pour dissimuler la véritable fonction de ces bâtiments. Au Royaume-Uni, les oléoducs PLUTO étaient alimentés par un réseau de 1 600 km d'oléoducs — construits de nuit pour empêcher leur détection par les avions ennemis — afin d'acheminer le carburant depuis les ports de Liverpool et Bristol. En Europe, les canalisations qui touchaient terre à Querqueville près de Cherbourg furent prolongées par des pipelines terrestres nommés Major System. Il y en avait plusieurs qui transportaient différents carburants (essence ; essence aviation ; gasoil) tandis que les troupes avançaient, pour finalement atteindre le Rhin. Major system fut l'un des plus grands exploits de la logistique durant la bataille de Normandie, jusqu'à ce que le port d'Anvers soit utilisable par les alliés à partir du 29 novembre 1944. Le Minor System qui consistait en un pipeline flottant depuis un caisson d’amarrage au large de Sainte-Honorine-des-Pertes, près de Port-en-Bessin dans le Calvados, fonctionna dès le 9 juin. De petits pétroliers (1 300 t) ont pu même venir s’amarrer à quai à Port-en-Bessin par la suite. Ce Minor System rejoignit le Major System dès que l'avancement des troupes américaines le permit.
Il ne faut en aucun cas confondre le succès du Major System avec le semi-échec de Pluto, qui ne put acheminer au total que 8,8 % du pétrole consommé par les alliés, car si l'idée d'un pipeline sous-marin était en soi bonne, les problèmes techniques auxquels ces pipelines ont été confrontés n'ont pas permis leur essor. Une fois le Nord de la France libéré, plusieurs autres pipelines sous-marins (Opération Dumbo) ont traversé le Pas de Calais avec davantage de réussite.
En janvier 1945, 300 tonnes de carburant étaient pompées chaque jour vers la France. En mars, c'étaient 3 000 tonnes qui traversaient la Manche quotidiennement à destination du front. Au total, plus de 781 millions de litres d'essence furent acheminés jusqu'aux forces alliées en Europe avant la capitulation de l'Allemagne, le 8 mai 1945. Ces canalisations apportèrent une aide importante jusqu'à la mise en place d'installations permanentes et demeurèrent en activité au lendemain de la guerre.
Avec les ports Mulberry, construits immédiatement après le Jour J, l'opération PLUTO est considérée comme l'un des meilleurs exemples du génie militaire dans l'Histoire. Les oléoducs HAIS et HAMEL sont aussi les précurseurs de tous les tubes flexibles utilisés dans le développement des plateformes pétrolières.
Entre 1946 et 1949, l'oléoduc est démantelé et en grande partie démonté. Des vestiges de l'oléoduc gisent toujours au fond de la Manche. Deux plaques commémoratives, l'une à Shanklin et l'autre à Port-en-Bessin, rappellent l'existence et le rôle de l'oléoduc pendant la guerre.

## Galerie de photographies

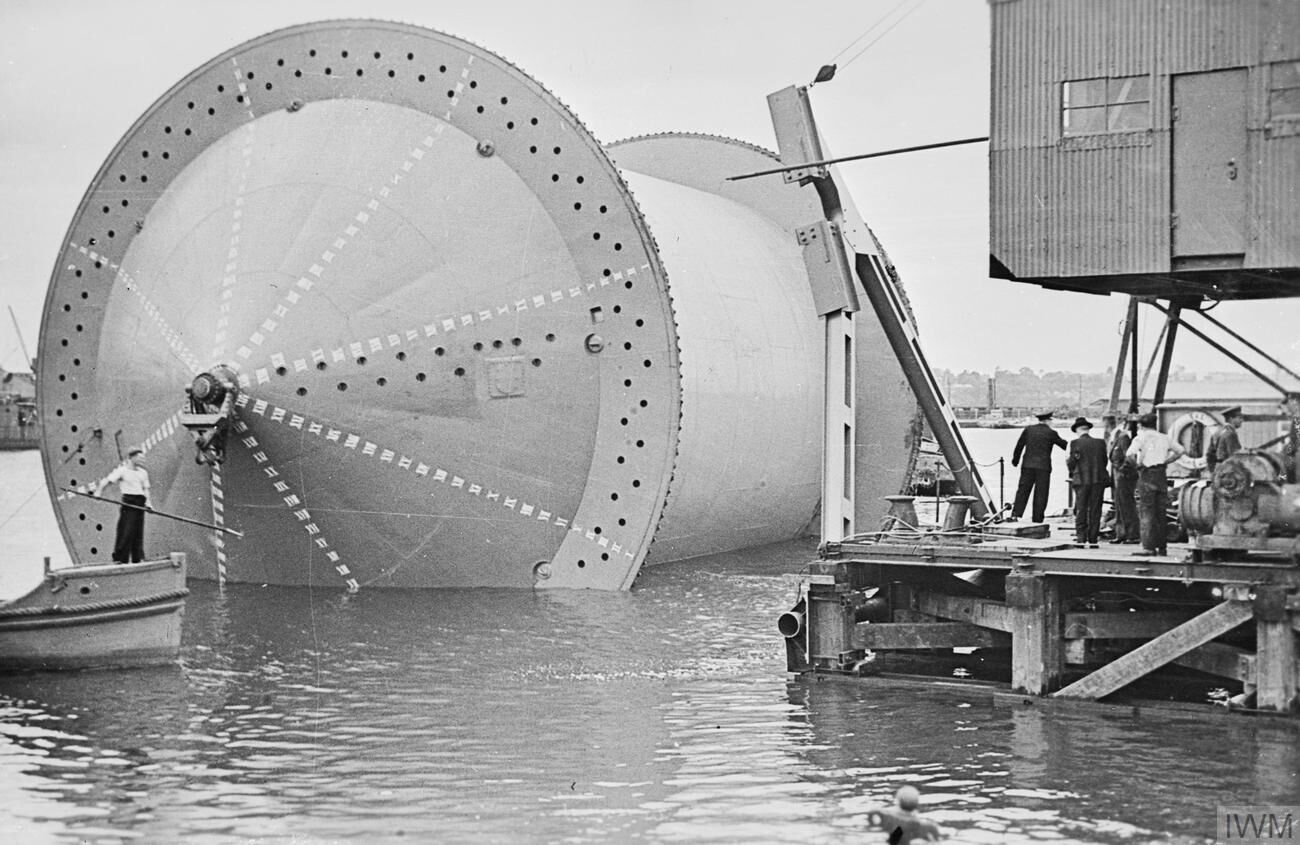
Préparation de l'oléoduc sur un Conundrum
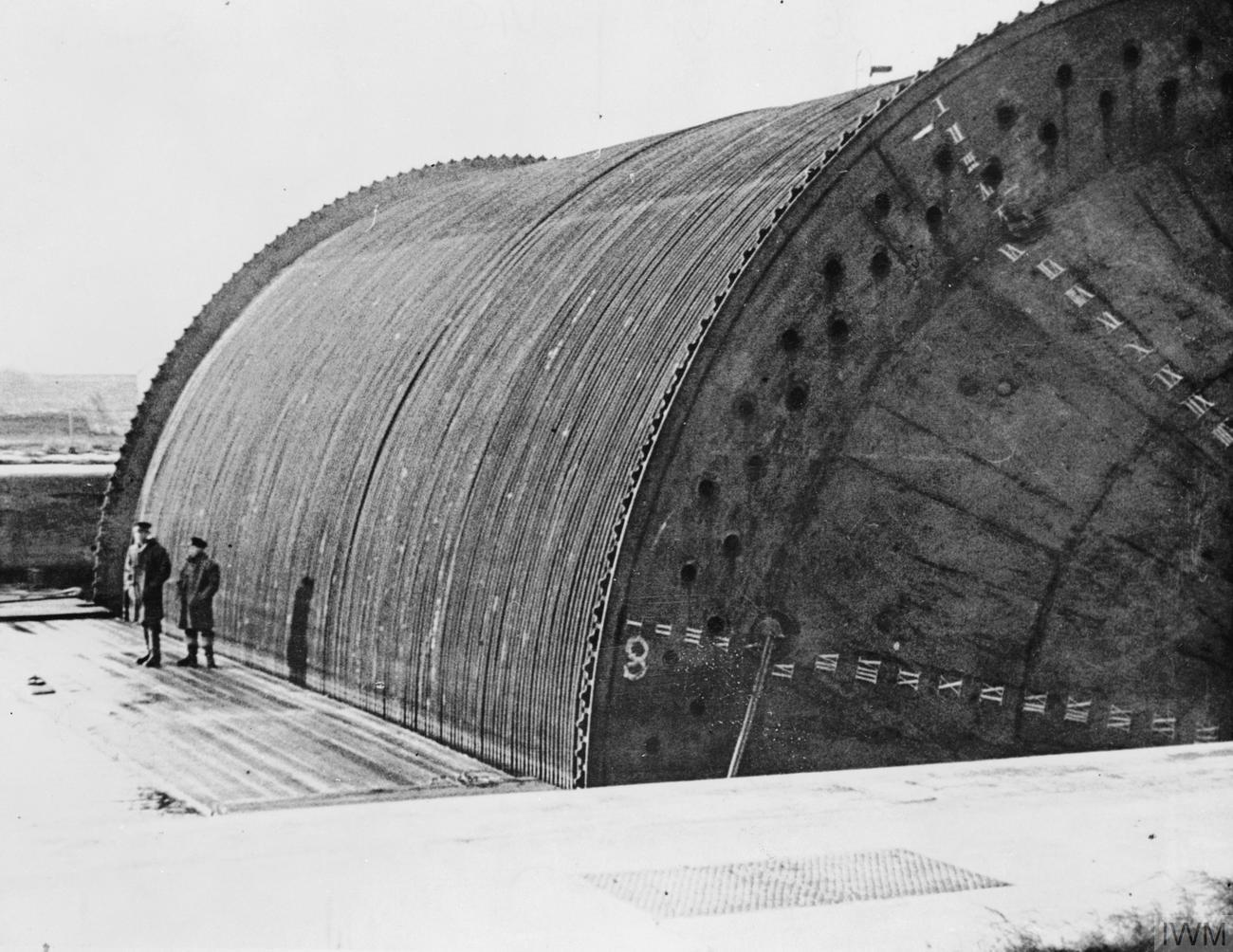
Un Conundrum rempli, prêt à être déroulé dans la Manche
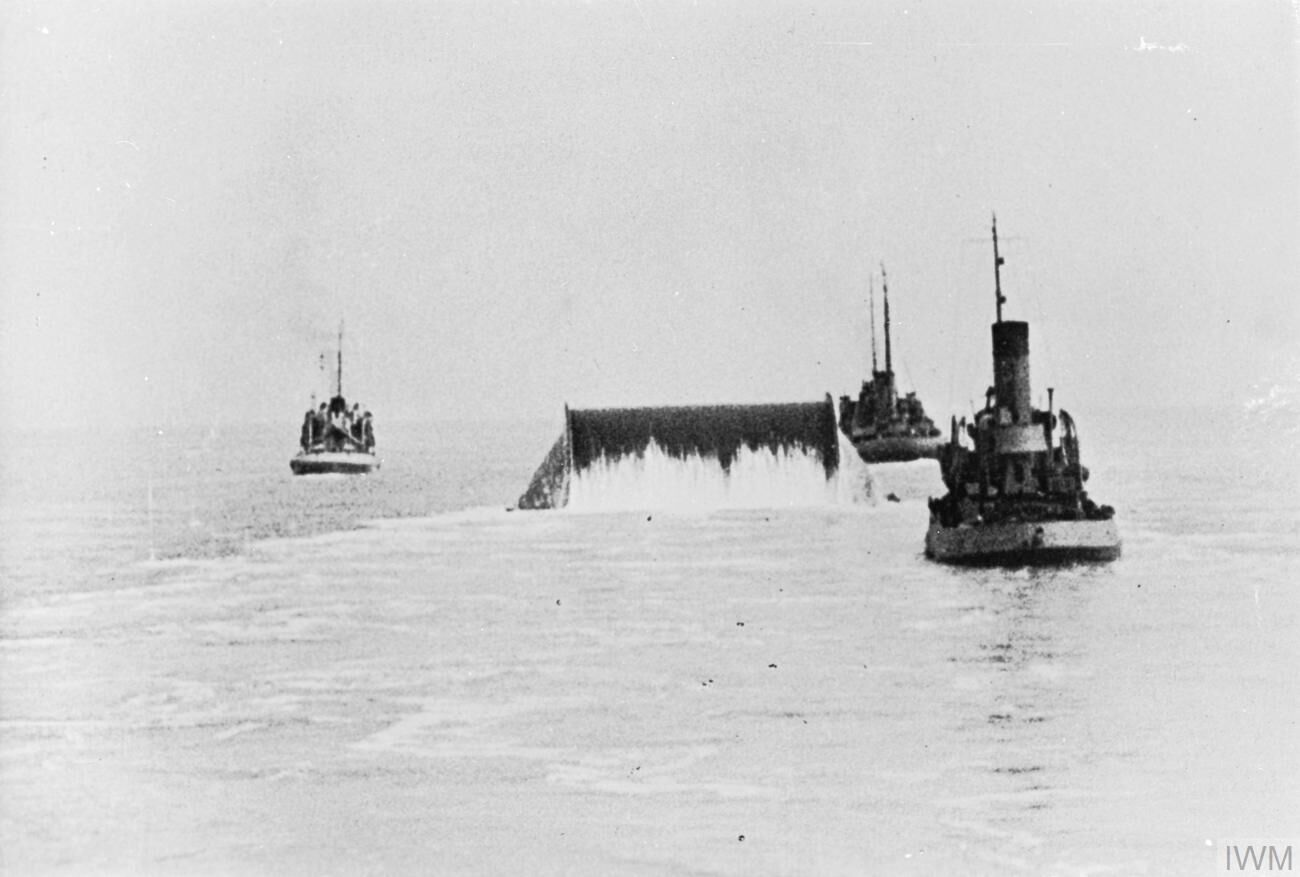
Un Conundrumen en train d'être déroulé dans la Manche
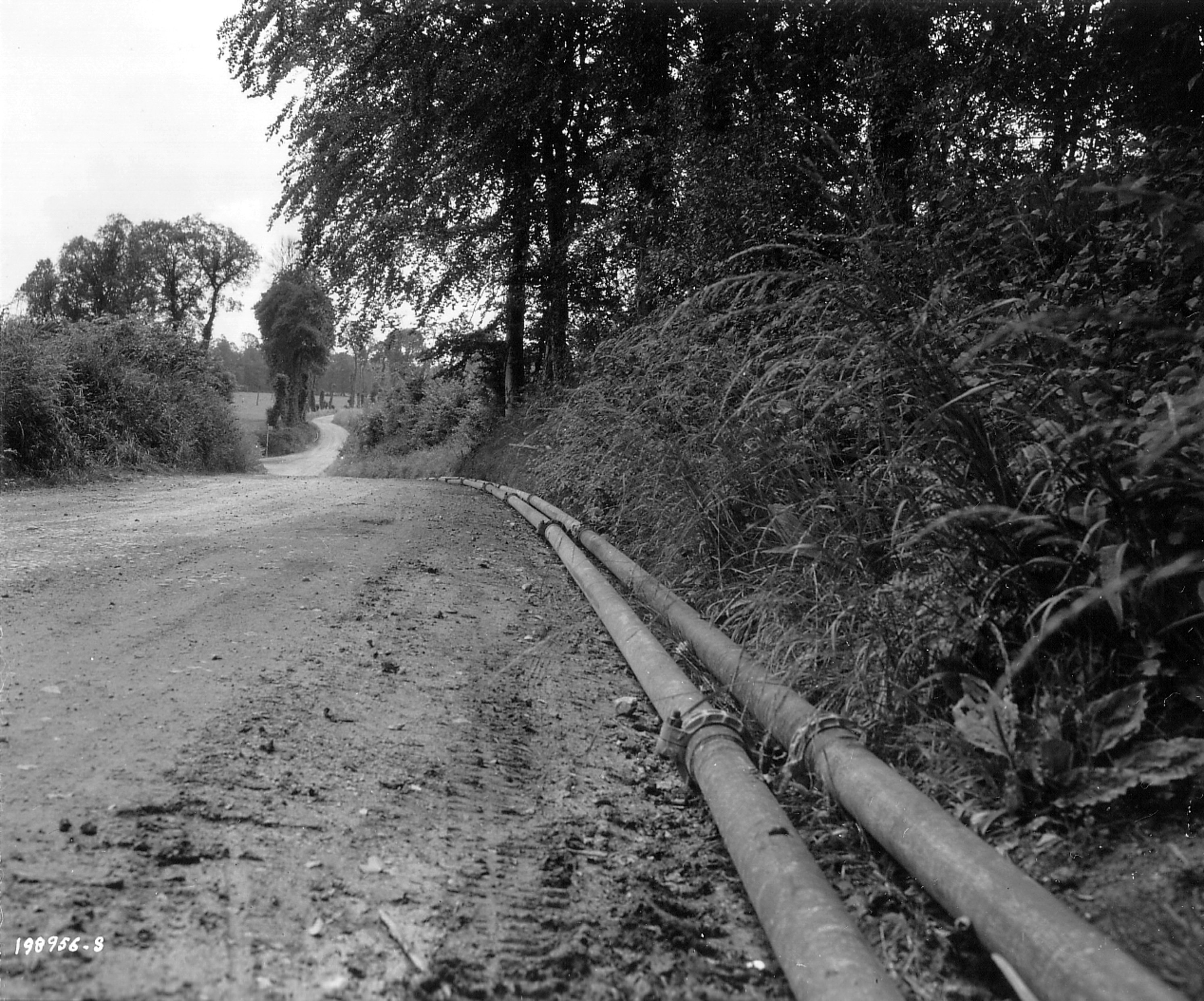
Oléoduc Minor System à Port-en-Bessin
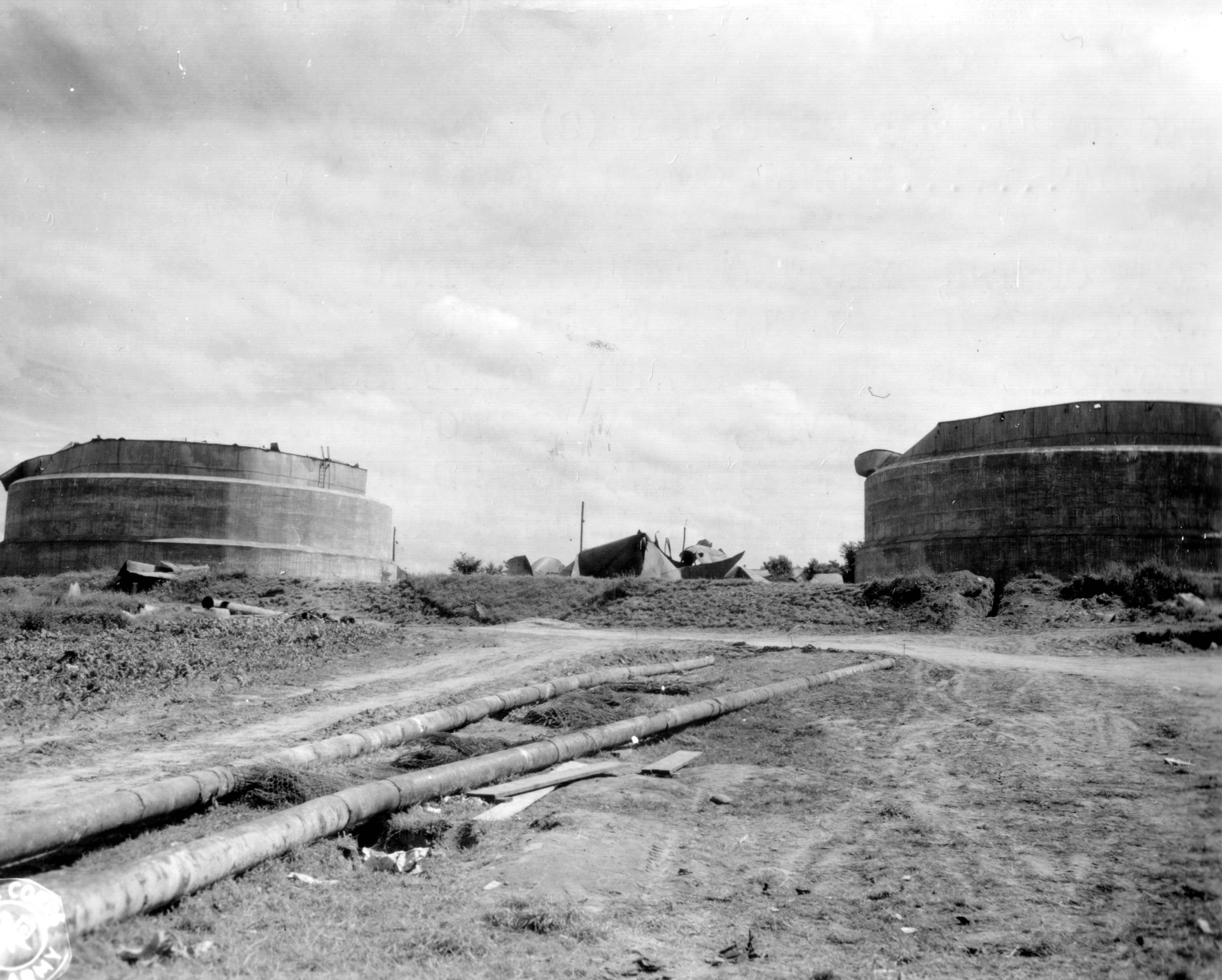
Oléoduc Major System et cuve
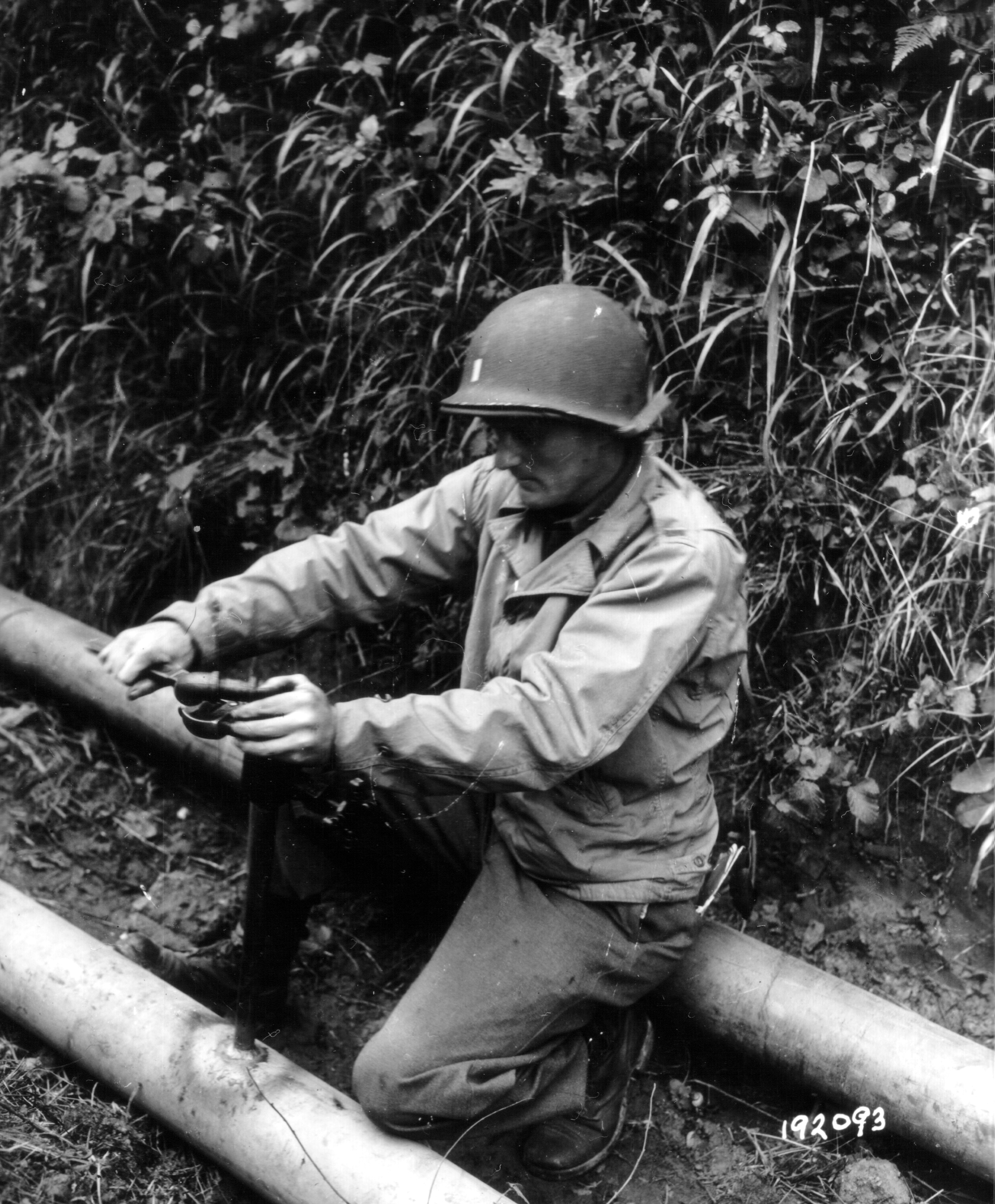
Oléoduc terrestre Major System et soldat américain
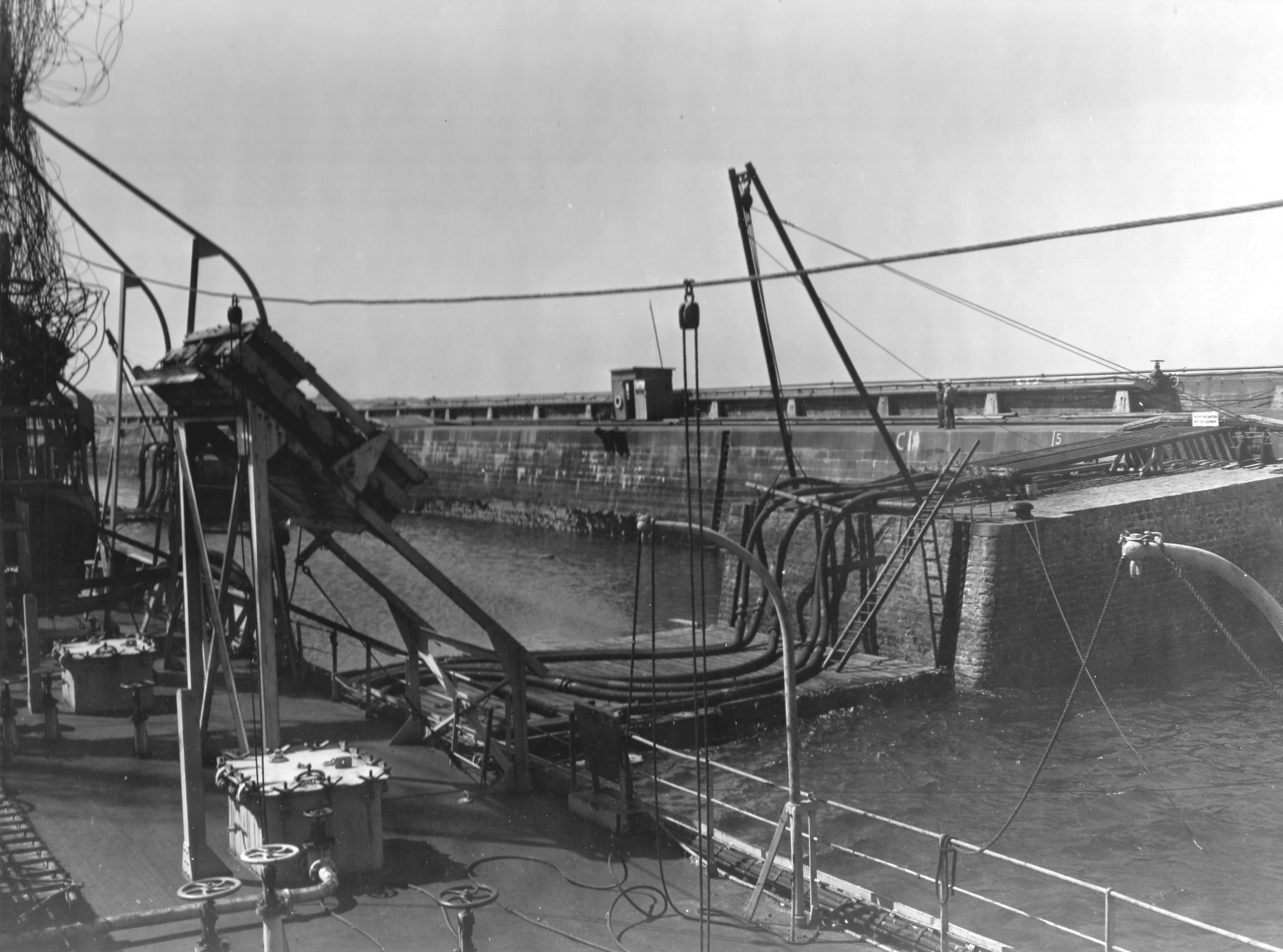
Début du Major System au wharf pétrolier sur la digue de Querqueville à l'ouest de la rade du port de Cherbourg[3].
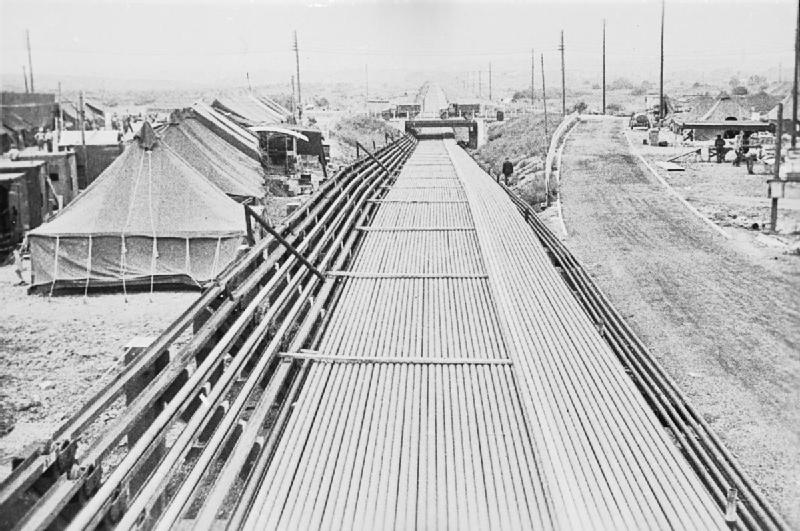
Installation d'oléoducs major System
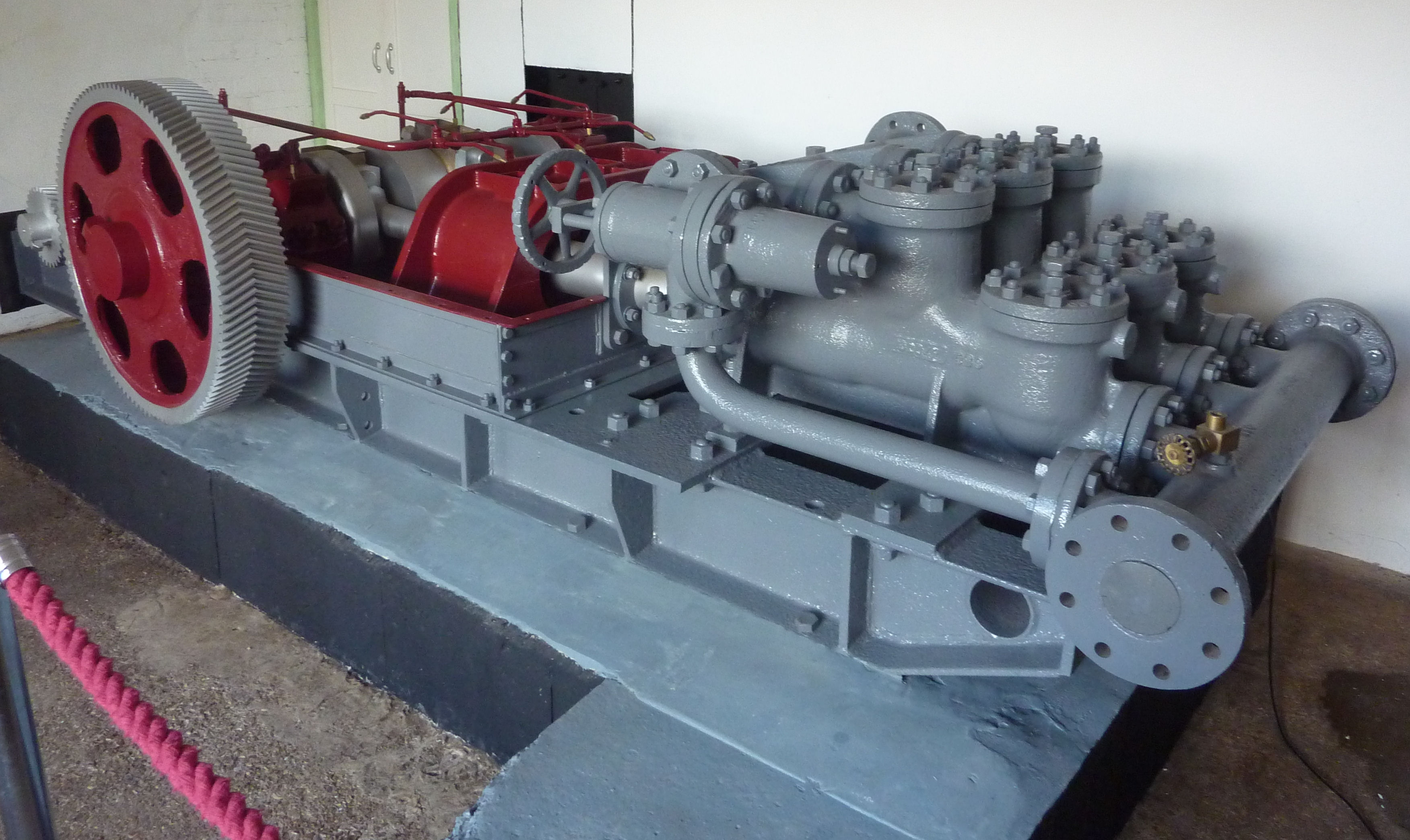
Pompe PLUTO au départ de Sandown sur l'île de Wight